# Jan Sardi
Jan Sardi est un scénariste et réalisateur australien.

## Filmographie

### Réalisateur

#### Cinéma
- 2004 : Love's Brother

### Scénariste

#### Cinéma
- 1983 : Moving Out (en)
- 1984 : Street Hero
- 1987 : Terre interdite (Ground Zero)
- 1990 : Breakaway
- 1992 : Secrets
- 1996 : Shine
- 2004 : Love's Brother
- 2004 : N'oublie jamais
- 2009 : Mao's Last Dancer
- 2016 : The Journey Is the Destination

#### Télévision

##### Séries télévisées
- 1985 : Winners (en)
- 1989 : The Flying Doctors
- 1990 : Mission impossible, 20 ans après
- 1992-1993 : All Together Now
- 1993 : Law of the Land
- 1993 : Phoenix (en)
- 1994 : Chasseurs d'étoiles
- 1995 : Halifax f.p.
- 1995-1996 : La Saga des McGregor
- 2015 : The Secret River

##### Téléfilms
- 1993 : The Feds: Suspect